# Hjärta till Hjärta
Biståndsorganisationen Hjärta till Hjärta är en svensk ideell förening som på kristen grund genomför olika biståndsinsatser för att hjälpa fattiga människor i Lettland, Rumänien, Bulgarien, Estland, Ryssland, Afghanistan och Albanien. Föreningen grundades 1991, har sitt säte i Linköping och hade 952 medlemmar 2015. Den har ett 90-konto. Föreningen ger ut tidningen Hjärtat med fyra nummer per år.
Grundaren, rektor Sixten Widerstedt (född 1928, utsedd till årets Linköpingsbo 2006) började 1981 med hjälpsändningar till Polen och har sedan 1982 använt namnet Hjärta till Hjärta för verksamheten. Den 27 februari 2014 fick Widerstedt ta emot Europeiskt Solidaritetscentrums Tacksamhetsmedalj för sitt stöd för frihet och demokrati i Polen under kommunisttiden. Verksamheten bedrivs enligt årsberättelsen "på Guds ords grund", men föreningen är inte direkt underställd någon kyrklig organisation. Av sex styrelseledamöter, utses dock två av Evangeliska Frikyrkan och en av Ryttargårdskyrkan i Linköping. Flera frikyrkoförsamlingar (baptister, pingstvänner, Evangeliska Frikyrkan) är samarbetspartners, bland annat vad gäller driften av second hand-butikerna.
Den dagliga verksamheten leds för närvarande av direktorn Mikael Joumé. Kommersiell verksamhet såsom försäljning av överskott från Second Hand-butikerna, försäljning och transporter bedrivs i dotterbolaget Lintrimex International AB, grundat 1994. Föreningen driver Second Hand-butiker i Linköping, Mjölby, Kisa (sedan 2011), Motala (sedan 2012) och Katrineholm (sedan 2015). Hjärta till Hjärta Second Hand Linköping flyttade in i nya lokaler på Attorpsgatan 10 på Tornbyområdet den 1 juli 2015. Butikerna omsatte tillsammans 16,7 miljoner kronor (2015).[källa behövs] Föreningens hela verksamhet omslöt 32,5 miljoner kronor (2015),[källa behövs] som i kostnader fördelade sig med ungefär en tredjedel vardera på löner, övriga omkostnader och utdelat bistånd.[källa behövs] Biståndsverksamheten omfattade 6 340 165 kronor (2015),[källa behövs] som fördelade sig på Rumänien (3313 tkr), Lettland (1117 tkr),  Albanien (561 tkr), Bulgarien (475 tkr), Afghanistan (150 tkr), Estland (130 tkr) och övrigt (296 tkr).[källa behövs]
Hösten 2013 uppmärksammade lokaltidningen Östgöta Correspondenten Hjärta till Hjärtas arbete bland romer i Rumänien. Under 2014 och 2015 fick Hjärta till Hjärtas Team Roma-projekt för utsatta EU-medborgare i Bulgarien och Rumänien stor massmedial uppmärksamhet. Reportage, ledare och debattartiklar om Hjärta till Hjärta har bland annat funnits med i Corren, Dagens Nyheter, Aftonbladet, Expressen/Kvällsposten/GT, SVT, DU & JOBBET, Dagen, Världen idag, Hemmets Vän, Jönköpings Posten, Dagens Arena, Östnytt, Sveriges Radio P4 (Östergötland och Jönköping), Tidningarnas Telegrambyrå (TT) med flera.